# التانيت الذهبي
جائزة التانيت الذهبي هي الجائزة الكبرى لأيام قرطاج السينمائية، وهو مهرجان ينظم كل عامين في تونس.
يحمل اسم الآلهة القمرية للحضارة القرطاجية، تانيت، ويأخذ شكل رمزه، مثلث يعلوه خط أفقي ودائرة.
التانيت الذهبي يقدم لعدة فئات:
- أفضل عمل فيلم روائي طويل.
- أفضل عمل فيلم قصير.
- أفضل فيلم روائي طويل (جائزة الطاهر شريعة).
- أفضل فيلم وثائقي طويل.
- أفضل فيلم وثائقي قصير.